# یاکوف فیلیپوویچ
یاکوف فیلیپوویچ (کرواتی: Jakov Filipović؛ زادهٔ ۱۷ اکتبر ۱۹۹۲) بازیکن فوتبال اهل کرواسی است.
از باشگاه‌هایی که در آن بازی کرده‌است می‌توان به باشگاه فوتبال اینتر زاپرشیچ، باشگاه فوتبال باته بوریسف، باشگاه فوتبال لوکرن اوست والاندرن، و باشگاه فوتبال سیبالیا اشاره کرد.
وی همچنین در تیم ملی فوتبال کرواسی بازی کرده‌است.